# L'Aquila Calcio 2003-2004
Questa pagina raccoglie le informazioni riguardanti la società sportiva L'Aquila Calcio nelle competizioni ufficiali della stagione 2003-2004.

## Stagione
Nella stagione 2003-2004 l'Aquila disputa il girone B del campionato di Serie C1, raccoglie 13 punti con l'ultimo posto della classifica retrocedendo in Serie C2. Allenata dal tecnico Augusto Gentilini, si è dimostrata inadeguata per il livello tecnico della Serie C1, nonostante gli sforzi e la volontà della dirigenza di voler mantenere la categoria. La squadra rossoblù non ha partecipato alla Coppa Italia di Serie C, perché ad agosto 2003 era ancora in bilico la sua partecipazione al campionato. Al termine del torneo non avendo la Società Aquila Calcio soddisfatto i parametri richiesti dalla Covisoc, l'ente di controllo della situazione finanziaria dei club, si è trovata costretta ad abbandonare, per la seconda volta in un decennio, il calcio professionistico.

## Rosa
| N. |                    | Ruolo | Calciatore                   |
| -- | ------------------ | ----- | ---------------------------- |
|    | Italia (bandiera)  | C     | Paolo Agostini               |
|    | Italia (bandiera)  | P     | Marco Apruzzese              |
|    | Brasile (bandiera) | A     | Adriano Bertolucci De Castro |
|    | Italia (bandiera)  | D     | Agatino Alessandro Chiavaro  |
|    | Italia (bandiera)  | D     | Espedito Chionna             |
|    | Italia (bandiera)  | D     | Massimo De Amicis            |
|    | Italia (bandiera)  | A     | Roberto De Palma             |
|    | Italia (bandiera)  |       | Esposito                     |
|    | Italia (bandiera)  | C     | Alessandro Ettori            |
|    | Italia (bandiera)  | A     | Mariano Fioravanti           |
|    | Italia (bandiera)  | D     | Michele Florindo             |
|    | Italia (bandiera)  | P     | Demetrio Alessandro Greco    |
|    | Italia (bandiera)  | C     | Luca Grilli                  |
|    | Italia (bandiera)  | D     | Luca Isolini                 |
|    | Italia (bandiera)  | D     | Manuel Marcuz                |

| N. |                      | Ruolo | Calciatore               |
| -- | -------------------- | ----- | ------------------------ |
|    | Italia (bandiera)    | A     | Fabio Martelli           |
|    | Italia (bandiera)    | A     | Gianni Moccia            |
|    | Italia (bandiera)    | C     | Vasco Morelli            |
|    | Italia (bandiera)    | D     | Gaetano Pirone           |
|    | Italia (bandiera)    | A     | Mauro Ragatzu            |
|    | Italia (bandiera)    | C     | Maurizio Rizzioli        |
|    | Italia (bandiera)    | P     | Luigi Sassanelli         |
|    | Italia (bandiera)    | C     | Francesco Sciomenta      |
|    | Italia (bandiera)    | D     | Salvatore Scrozzo        |
|    | Italia (bandiera)    | D     | Francesco Giuseppe Tomei |
|    | Italia (bandiera)    | A     | Andrea Valente           |
|    | Italia (bandiera)    | D     | Renato Venditti          |
|    | Argentina (bandiera) | A     | Jonathan Vidallé         |
|    | Italia (bandiera)    | C     | Manolo Volante           |

## Risultati

### Campionato

#### Girone di andata
| Arbitro: | P.S. Mazzoleni (Bergamo) |

|  |           |                         |
|  | Marcatori | 37’ Corallo 86’ Redavid |

| Arbitro: | Brunialti (Trento) |

|             |           |                |
| Ascenzi 68’ | Marcatori | 90+1’ De Palma |

| Arbitro: | Orsato (Schio) |

|            |           |                                    |
| Vidallé 9’ | Marcatori | 25’, 48’ (rig.) Borneo 50’ Giraldi |

| Acireale 21 settembre 2003 4ª giornata | Acireale              | 0 – 0 | L'Aquila | Stadio Tupparello\| Arbitro: \| Di Renzo (Ostia Lido) \| |
| Arbitro:                               | Di Renzo (Ostia Lido) |       |          |                                                          |

| Arbitro: | Celi (Bari) |

|  |           |           |
|  | Marcatori | 90’ Nassi |

| Arbitro: | Pantana (Macerata) |

|                                  |           |                     |
| Califano 19’, 85’ Lambertini 80’ | Marcatori | 18’, 87’ Bertolucci |

| Arbitro: | Finazzi (Torino) |

|                         |           |                                          |
| Vidallé 12’, 56’ (rig.) | Marcatori | 36’ (aut.) Isolini 48’ Musetti 53’ Mitri |

| Arbitro: | Ciampi (Roma) |

|                            |           |  |
| Smerilli 39’ A. Bucchi 68’ | Marcatori |  |

| Arbitro: | Herberg (Messina) |

|  |           |                                          |
|  | Marcatori | 45+1’ (rig.) F. Elia 90+5’ C. Del Grosso |

| Arbitro: | Zanardo (Conegliano) |

|             |           |                           |
| Rizzioli 4’ | Marcatori | 47’ Del Core 69’ Da Silva |

| Arbitro: | Fiori (Perugia) |

|                                  |           |             |
| G. Corona 8’ Biancone 88’ (rig.) | Marcatori | 14’ Vidallé |

| Arbitro: | Tonolini (Milano) |

|                     |           |                          |
| Rizzioli 35’ (rig.) | Marcatori | 30’ Mancino 65’ Deflorio |

| Arbitro: | Damato (Barletta) |

|                 |           |                |
| Molino 49’, 56’ | Marcatori | 42’ Bertolucci |

| Arbitro: | Pierpaoli (Firenze) |

|                      |           |             |
| Vidallé 90+1’ (rig.) | Marcatori | 63’ Zerbini |

| Arbitro: | Bo (Genova) |

|                    |           |  |
| Triuzzi 13’ (rig.) | Marcatori |  |

| L'Aquila 21 dicembre 2003 16ª giornata | L'Aquila            | 0 – 0 | Viterbese | Stadio Tommaso Fattori\| Arbitro: \| Barbirati (Ferrara) \| |
| Arbitro:                               | Barbirati (Ferrara) |       |           |                                                             |

| Arbitro: | Gandolfi (Cremona) |

|           |           |  |
| Pasca 12’ | Marcatori |  |

#### Girone di ritorno
| Arbitro: | Vuoto (Livorno) |

|                    |           |             |
| Tarantino 13’, 21’ | Marcatori | 37’ Vidallé |

| Arbitro: | Di Cintio (Bergamo) |

|                    |           |              |
| Vidallé 33’ (rig.) | Marcatori | 90+5’ Acenzi |

| Pesaro 1º febbraio 2004 20ª giornata | Vis Pesaro         | 0 – 0 | L'Aquila | Stadio Tonino Benelli\| Arbitro: \| Musolino (Catania) \| |
| Arbitro:                             | Musolino (Catania) |       |          |                                                           |

| Arbitro: | Lops (Torino) |

|                                        |           |             |
| Ragatzu 35’, 90+3’ Rizzioli 49’ (rig.) | Marcatori | 68’ Sanetti |

| Arbitro: | Barletta (Bernalda) |

|                             |           |              |
| Chionna 1’ (aut.) Nassi 55’ | Marcatori | 10’ Rizzioli |

| Arbitro: | Iannone (Napoli) |

|              |           |                                      |
| Rizzioli 81’ | Marcatori | 37’ (rig.) Califano 77’ Quagliarella |

| Arbitro: | Iannello (Genova) |

|               |           |  |
| Mancinelli 6’ | Marcatori |  |

| Arbitro: | Caristia (Siracusa) |

|                                           |           |  |
| De Amicis 41’ Bertolucci 65’ Rizzioli 78’ | Marcatori |  |

| Arbitro: | Saveri (Viterbo) |

|                     |           |              |
| Giannone 35’ (rig.) | Marcatori | 29’ Chiavaro |

| Arbitro: | Barbirati (Ferrara) |

|                          |           |            |
| Creanza 70’ Da Silva 90’ | Marcatori | 6’ Ragatzu |

| Arbitro: | Ciampi (Roma) |

|  |           |                      |
|  | Marcatori | 62’ (rig.) G. Corona |

| Arbitro: | Marelli (Como) |

|                            |           |  |
| Taua 30’ Matteini 59’, 87’ | Marcatori |  |

| Arbitro: | Lena (Ciampino) |

|  |           |           |
|  | Marcatori | 52’ Voria |

| Arbitro: | Brunialti (Trento) |

|                             |           |                  |
| C. Esposito 16’ (rig.), 32’ | Marcatori | 90+1’ Fioravanti |

| Arbitro: | Dattrino (Torino) |

|                |           |                             |
| Fioravanti 39’ | Marcatori | 12’ Del Signore 47’ Vidallé |

| Arbitro: | Fugante (Macerata) |

|                                     |           |              |
| Berardi 10’ M. Andreotti 56’ (rig.) | Marcatori | 89’ Chiavaro |

| Arbitro: | P.S. Mazzoleni (Bergamo) |

|  |           |                     |
|  | Marcatori | 89’ (rig.) Costanzo |